# Microthyris lelex
Microthyris lelex is een vlinder uit de familie van de grasmotten (Crambidae). De wetenschappelijke naam van de soort is voor het eerst in 1777 gepubliceerd door Pieter Cramer.
Deze soort komt voor in Suriname, Puerto Rico, Grenada en Jamaica.